# Leonor Varela
Leonor Varela (* 29. prosince 1972 Santiago de Chile, Chile) je chilská herečka.

## Životopis

### Rodina
Leonořin otec je slavný chilský biolog Francisco Valera a matka je tanečnice Leonor Palma. Má sestru Alejandru a dva bratry, Javiera a Gabriela.
Když v se roce 1973 dostala k moci pučem vojenská junta, její rodina odletěla do Kostariky. V dalších letech žila v Německu, Spojených státech a Francii. Počátkem roku 1990 se její rodina vrátila zpět do Chile, Leonor však zůstala v Paříži, kde na Neils Arestrup's School, The Ecole de Passage, a Conservatoire Superieur de Paris studovala herectví. Hovoří plynně španělsky, anglicky, francouzsky, německy a italsky.

### Kariéra
Její první role byla v roce 1995 role Anette ve filmu pro děti Pony Trek finské režisérky Titty Karakorpi. Natáčelo se na Islandu a Leonor tam musela tři měsíce jezdit na koni. V její rodné Chile začala její hvězda stoupat, když byla obsazena v chilském seriálu Tic Tac.
Po několika rolích v televizi dostala menší roli v hollywoodském filmu Muž se železnou maskou. V roce 1999 dostala hlavní roli v televizním filmu Kleopatra. Při natáčení Kleopatry se zamilovala do svého kolegy Billyho Zanea, ale vztah se po dvou letech rozpadl.
Následně přišly role ve filmech The Tailor of Panama a Texas Rangers (oba z roku 2001) a upíří princezny v akčním snímku Blade 2 a poté v Paraíso B a Pas Si Grave. V seriálu Arrested Development společnosti FOX Television dostala menší pravidelnou roli originální Marty.
V roce 2005 byla nominována na cenu Ariel Award za film z roku 2004 Innocent Voices. Dále se příležitostně objevovala v seriálu Stargate Atlantis. Jejími posledními projekty jsou Americano, Caleuche: The Call of the Sea, Casas de Cartón a Gigola, kde hraje feministku Laure Charpentier.

## Filmová knihovna
- Pony Trek (1995) – Anette
- Sous le soleil (1996) – Jeanne
- Tic Tac (1997) – Pola Santa María
- A legend to Ride (1997) – Anette
- Shooting Stars (1997) – Vanessa
- Bouge! (1997) – La danseuse
- Inca de Oro (1997) – Flor de l'Inca
- The Man in the Iron Mask (1998) – Ballroom Beauty
- Biblické příběhy: Jeremiáš (1998) – Judith
- Les parasites (1999) – Fidelia
- Cleopatra (1999) – Cleopatra
- Les infortunes de la beauté (1999) – Annabella
- The Tailor of Panamá (2001) – Marta
- Texas Rangers (2001) – Perdita
- Blade II (2002) – Nyssa Damaskinos
- Paraíso B (2002) – Gloria
- No big deal (2003) – Angela
- Drž hubu! (2003) – Sandra/Katia
- Arrested Development (2003) – Marta Estrella
- Innocent Voices (2004) – Kella
- Americano (2005) – Adela
- Stargate Atlantis (2005) – Chaya Sar
- The Curse of King Tut's Tomb (2006) – Dr.Azelia Barakat
- Goal! 2: Living the Dream... (2006) – Jordana García
- The sleep dealer (2006) – Luz
- Caleuche: Call of the Sea (2006) – Isabel Millalobos
- Seed of Contention (2006) – Mila